# 丸亀平野
丸亀平野（まるがめへいや）は、香川県の讃岐平野の中部にある平野。

## 地理
讃岐平野のうち五色台以西が丸亀平野と呼ばれ、土器川と金倉川の2河川の流域にある沖積平野と、沖積平野の南部にある岡田台地からなる。土器川と金倉川の扇状地にはため池が点在している。丸亀市、坂出市、善通寺市、琴平町にまたがっている。

## 特徴

香川県の地勢

標高5mの等高線以南には条里制の遺構が明瞭に残っている。大部分は満濃池の灌漑地域であり、米、野菜、果樹などが生産されている。丸亀平野にはうどん店が集中しており、2007年の映画『UDON』のロケセットは丸亀平野に築かれた。